# Futurologie

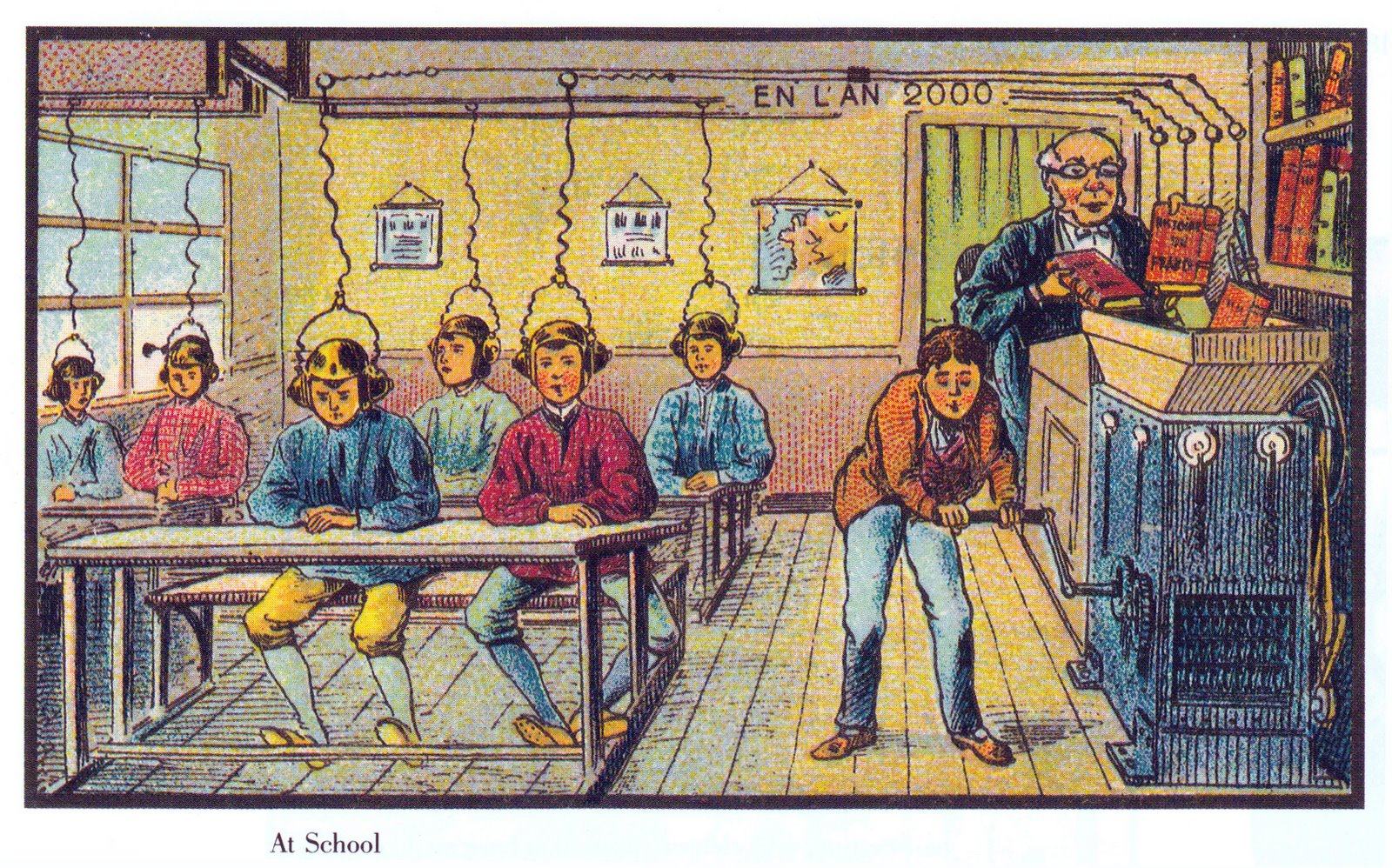
Op school – Frankrijk in het jaar 2000. Afkomstig uit de tekeningenreeks En L'An 2000, getekend omstreeks 1900.

Futurologie is de wetenschap die zich bezighoudt met onderzoek naar de toekomst.
In deze wetenschap draait het om verwachtingen van toekomstige toestanden en ontwikkelingen, gebaseerd op wetenschappelijke gegevens omtrent de loop van het verleden, bijvoorbeeld evolutie en geschiedenis, en vooral van de huidige stromingen en technologische ontwikkelingen.

## Sciencefiction en futurologie
Futurologie dient te worden onderscheiden van sciencefiction. Sciencefiction is een artistiek genre. Futurologie is, eenvoudig geformuleerd, een kansberekening van toekomstscenario's. Dergelijke toekomstscenario's kunnen uiteraard tot de verbeelding spreken. Sciencefiction kan helpen om het begrip van mogelijke toekomstscenario's onder de aandacht te brengen.
Een voorbeeld van sciencefiction waarin verwachtingen ten aanzien van de toekomst een grote rol spelen is het boek 1984 van George Orwell. Een voorbeeld van een futurologisch werk is Homo Deus van Yuval Noah Harari. H.G. Wells, ook wel bekend als de grondlegger van sciencefiction, schreef naast sciencefiction ook non-fictie. Zijn werk was mede een bron voor de latere Universele Verklaring van de Rechten van de Mens.

## Methodologie
Het vakgebied van de futurologie behelst een methodologische benadering met variabele factoren. Deze variabelen zijn doorgaans onder te verdelen in sociale, technische, economische, milieugerelateerde en politieke ontwikkelingen. Deze historische en huidige variabelen worden vervolgens met mogelijke toekomstige disruptors (verstoorders) aangevuld. Met het combineren en doorrekenen van allerlei variabelen via computermodellen wordt de basis voor een voorspelling onderbouwd. In deze voorspellingen wordt er rekening gehouden met de kans dat iets gebeurt en de impact die een gebeurtenis kan hebben.

## Futurologie in Nederland
Een bekende futuroloog in Nederland, tevens onder andere socioloog en politicus, was Fred Polak (1907-1985). Een bekende publicatie is De grenzen aan de groei (The Limits to Growth: a global challenge), een rapport van de Club van Rome uit 1972. 
Volgens een artikel van de VPRO waren er in 2018 in Nederland naar schatting meer dan tienduizend mensen professioneel met toekomst voorspellen bezig. Het gaat om planners en strategen die werkzaam zijn binnen overheid en bedrijven, een paar honderd trendwatchers en een tiental futurologen.